# Křížová hora (České středohoří)
Křížová hora (590 m n. m.) nebo také Křížový vrch (německy Kreutzberg) je kopec ležící v Chráněné krajinné oblasti České středohoří a je jižním výběžkem mnohem většího masivu Dlouhého vrchu. Jedná se o masivní lesnatý tefritový vrch, který se nachází asi 3 až 4 kilometry od Litoměřic v Ústeckém kraji. Přes vrchol probíhá hranice katastrů Lbín (západní svahy) a Pohořany (východní polovina).

## Geografická poloha
Křížová hora se nachází na území Verneřického středohoří, které je geomorfologickým podcelkem Českého středohoří. V jihovýchodní části masivu se nachází subvrchol Krkavčí neboli Kavčí vrch (500 m n. m.), z něhož je výhled na Labe od Radobýlu až k Mělníku. Nejvýraznějšími viditelnými vrcholy ve vzdálenějším okolí jsou Říp na jihovýchodě, zřícenina hradu Hazmburk na jihu, v centrální části Českého středohoří pak za Bídnicí je vrch Lovoš a dále i Milešovka. Spolu s blízkým Radobýlem, Bídnicí a Hradištěm dotváří tato hora pomyslný horský věnec nacházející se v bezprostředním okolí města Litoměřice. Na úpatí kopce se nachází obec Žitenice a vrch Kočka, též zvaný Sovice, nedaleko směrem na východ leží obec Ploskovice s barokním zámkem. O něco dále na východě se pak tyčí mohutná a vysoká hora Sedlo (727 m n. m.).
Tefritový vrch má tvar kužele, který vybíhá z většího hřbetu zvaného Panenský kámen. Na svazích se vyskytují jevy mrazového zvětrávání jako mrazové sruby a skalní stěny, na kterých je možné pozorovat deskovitě odlučnou horninu.
Na vrchol vede odbočka z modře značené turistické trasy z Žitenic k Varhošti.

## Horolezecká lokalita
V oblasti Krkavčího vrchu, někdy zvaného též Kavčí vrch, se na jeho jihovýchodních až jihozápadních okrajích nacházejí až 30 metrů vysoké skalky s typickou sloupcovitou odlučností sopečných hornin. V okolí jsou některé další skalní výchozy, jako například Panenská skála. Jedná se o perspektivní skalní oblast, která již od konce šedesátých let 20. století sloužila litoměřickým lezcům jako cvičná lokalita. Celkem je zde popsáno více než pět desítek lezeckých cest o obtížnosti od 2. stupně až po stupeň 7.